# Volvo S80
A Volvo által gyártott szedánok legnagyobbika az S80 (erre utal a 80 jelölés). Jelenleg a 2006-ban bemutatott generációját gyártják.

## Első generáció

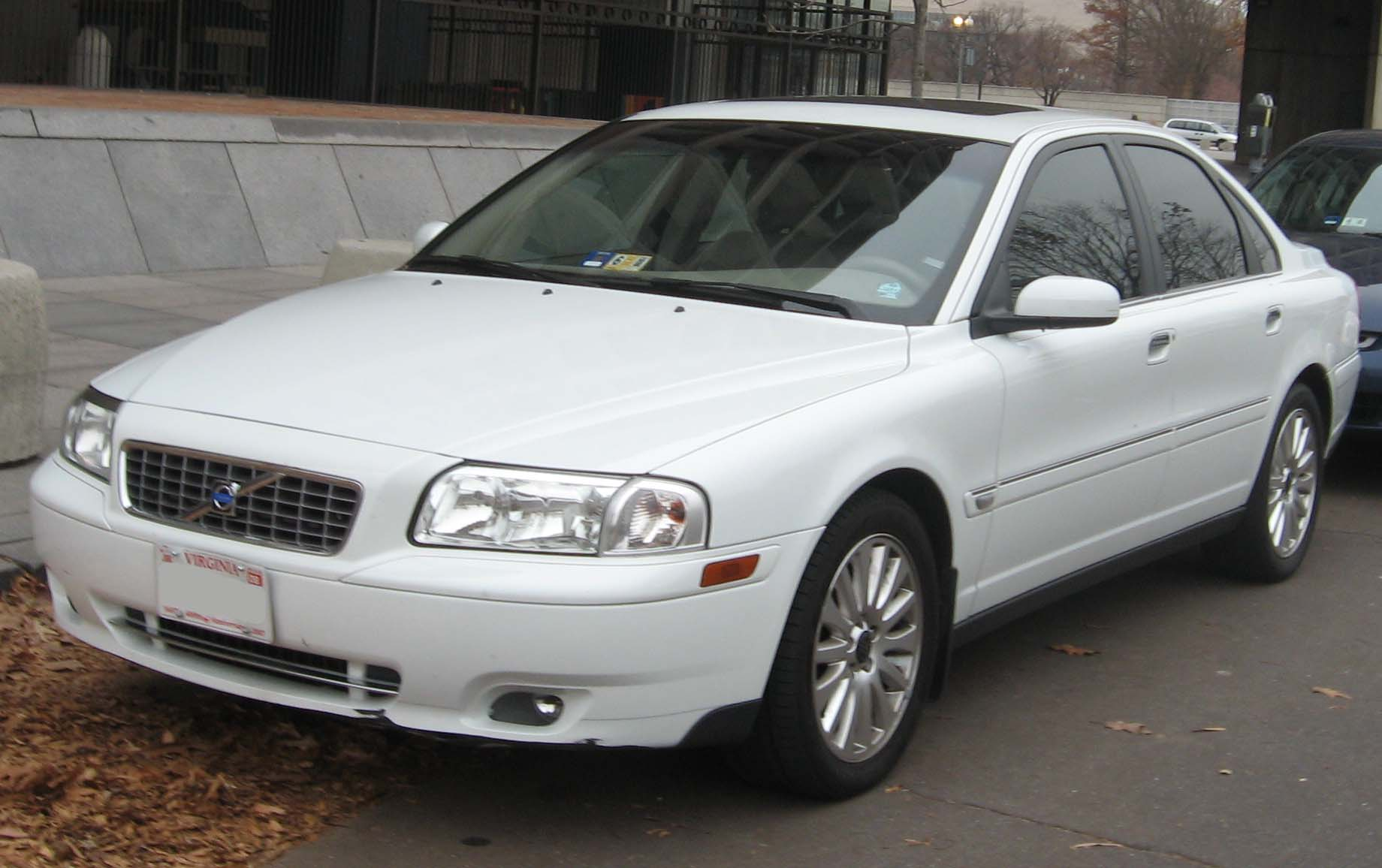
Első generáció

Az első generációt 1998-ban mutatták be. A második generáció bemutatása előtt több mint 368 000 darabot adtak el belőle.

### Motorok
| Évjárat     | Modell     | Lökettérfogat | Motor                       | Üzemanyag | Teljesítmény            | Nyomaték   |
| ----------- | ---------- | ------------- | --------------------------- | --------- | ----------------------- | ---------- |
| 1998 – 2006 | 2.4        | 2435 cc       | I5                          | Benzin    | 140–170 hp (103–125 kW) | 220–225 Nm |
| 2000 – 2006 | 2.0T       | 1984 cc       | LPT I5                      | Benzin    | 180 hp (132 kW)         | 280 Nm     |
| 2004 – 2006 | 2.5T       | 2521 cc       | LPT I5                      | Benzin    | 210 hp (155 kW)         | 320 Nm     |
| 1998 – 2004 | 2.9        | 2922 cc       | I6                          | Benzin    | 196–204 hp (144–150 kW) | 280 Nm     |
| 1998 – 2001 | T6         | 2783 cc       | twin-turbo I6               | Benzin    | 268 hp (200 kW)         | 380 Nm     |
| 2001 – 2006 | T6         | 2922 cc       | twin-turbo I6               | Benzin    | 268 hp (200 kW)         | 380 Nm     |
| 1998 – 2001 | TDI        | 2460 cc       | turbocharged I5             | Dízel     | 140 hp (102 kW)         | 280 Nm     |
| 2001 – 2006 | 2.4D és D5 | 2401 cc       | turbocharged common rail I5 | Dízel     | 130-163 hp (96-120 kW)  | 280-340 Nm |
| 2006-       | D4         | 1997 cc       | turbocharged common rail i5 | Dízel     | 163 hp (120 kW)         | 400 Nm     |

## Második generáció

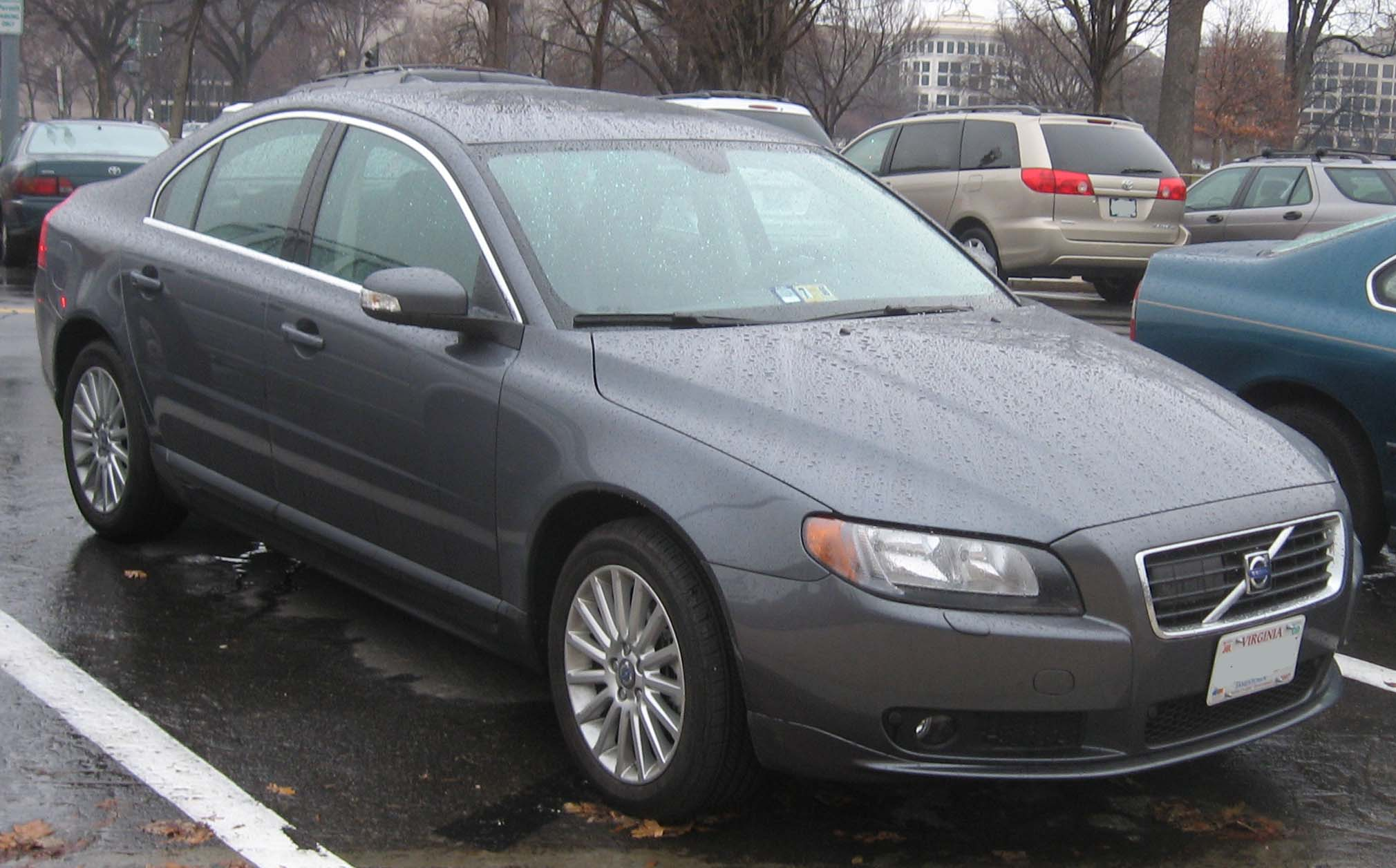
Második generáció

A második generációt 2006. január 31-én mutatták be. Szinte teljesen átrajzolták az akkor 8 éves modellt. a motorválaszték is megújult.
Az új Volvo S80 –fejlett rendszerekkel a biztonsági színvonal növekedéséért
- Új generációs rendszerek segítenek a vezetőnek a megfelelő döntés meghozatalában
- A BLIS és az IDIS segítségével könnyebben uralható az adott helyzet
- Az aktív Bi-Xenon fényszóró követi az út kanyarulatait
- Új megoldások révén csökken a féktávolság
- Personal Car Communicator –különleges, zsebben elférő biztonsági berendezés

Az új Volvo S80 bemutatásával egyidejűleg egy sor új fedélzeti rendszer is bemutatkozik, melyek intelligens módon együttműködnek a biztonságosabb utazás és a nagyobb kényelem érdekében. Az utat követő fényszórók (opcionális) sötétben javítják a látótávolságot. Az S80 tulajdonosa mostantól kezdve már bizonyos távolságból azt is érzékelheti, ha behatoló van kocsijában.
Egy autó utasait a baleset elkerülésével lehet legjobban megvédeni. A Volvo új S80 modelljének tervezésekor ez volt az egyik legfontosabb kiindulási pont. A cég kompromisszumok nélküli biztonsági céljainak eléréséhez egy sor teljesen új rendszert fejlesztettek ki, melyek némelyikét korábbi prototípusokban már bemutatták.
„Megelőző biztonsági rendszereink alapelve, hogy azok nem vehetik át a vezetést vagy a vezető felelősségét.” – mondja Silvia Güllsdorf, a Volvo S80 projektigazgatója. „Célunk az, hogy a vezetőt segítsük a megfelelő döntés meghozatalában, ha nehéz helyzetbe kerül. Figyelmeztető jelzésekkel és más módszerekkel jelezhetjük neki, hogy miként oldja meg a feladatot.”

### Motorok
| Év    | Modell   | Lökettérfogat | Motor                       | Üzemanyag                | Teljesítmény | Nyomaték |
| ----- | -------- | ------------- | --------------------------- | ------------------------ | ------------ | -------- |
| 2006- | Volvo V8 | 4414 cc       | V8                          | Benzin                   | 232 kW       | 441 Nm   |
| 2006- | 3.2      | 3192 cc       | I6                          | Benzin                   | 175 kW       | 320 Nm   |
| 2006- | T6       | 2998 cc       | I6                          | Benzin                   | 210 kW       | 400 Nm   |
| 2006- | 2.5T     | 2521 cc       | LPT I5                      | Benzin                   | 147 kW       | 300 Nm   |
| 2006- | D5       | 2400 cc       | turbocharged common rail I5 | Dízel                    | 136 kW       | 400 Nm   |
| 2006- | 2.4D     | 2400 cc       | turbocharged common rail I5 | Dízel                    | 120 kW       | 340 Nm   |
| 2008- | 2.0      | 1999 cc       | I4                          | Benzin                   | 104 kW       | 185 Nm   |
| 2008- | 2.0F     | 1999 cc       | I4                          | Benzin (üzemanyagcellás) | 104 kW       | 185 Nm   |
| 2008- | 2.0D     | 1997 cc       | turbocharged common rail I4 | Dízel                    | 98 kW        | 320 N·m  |